# هيلين جاكوبز
هيلين جاكوبز (بالإنجليزية: Helen Jacobs)‏ مواليد 06 أغسطس 1908 في أريزونا، الولايات المتحدة - الوفاة 02 يونيو 1997 في إيست هامبتون، نيويورك، الولايات المتحدة، كانت لاعبة كرة مضرب أمريكية، اعتزلت اللعب في 1947. سبق أن كانت المصنفة الأولى عالمياً. كما أنها إحدى بطلات الجراند سلام.

## بطولات حققتها
- بطولة ويمبلدون

## النهائيات

### الزوجي المختلط (الألقاب 1)
| الحصيلة | السنة | البطولة           | الأرضية | الشريك   | المنافس في النهائي        | النتيجة في النهائي |
| ------- | ----- | ----------------- | ------- | -------- | ------------------------- | ------------------ |
| الفوز   | 1934  | البطولة الأمريكية | عشبية   | جورج لوت | إليزابيث ريان ليستر ستوفن | 4–6, 13–11, 6–2    |

## الخط الزمني للفردي
مفتاح
| ف | ن | ن.ن | ر.ن | د# | د.م | ل | أ.أ | ت | غ | ب | ف | ذ | م.خ | ل.ت |

(ف) فاز بالبطولة (ن) وصل النهائي (ن.ن) نصف النهائي (ر.ن) ربع النهائي (د#) الأدوار الأربعة الأولى (د.م) دور المجموعات (ل) شارك في كأس ديفيز (أ.أ) خرج من الأدوار الاولى (ت) خسر التصفيات التأهيلية (غ) غاب عن الحدث أو البطولة (ب) حصل على ميدالية برونزية (ف) حصل على ميدالية فضية (ذ) حصل على ميدالية ذهبية (م.خ) بطولة الماسترز خُفضت إلى مرتبة أقل (ل.ت) البطولة لم تعقد في السنة المعينة.
لتجنب الارتباك وازدواجية الحساب، يتم تحديث هذه المعلومات إما في نهاية البطولة، أو عندما تكون مشاركة اللاعب في البطولة قد انتهت.
| الدورة             | 1925  | 1926  | 1927  | 1928  | 1929  | 1930  | 1931  | 1932  | 1933  | 1934  | 1935  | 1936  | 1937  | 1938  | 1939  | 1940  | 1941  | إجمالي ف/م |
| ------------------ | ----- | ----- | ----- | ----- | ----- | ----- | ----- | ----- | ----- | ----- | ----- | ----- | ----- | ----- | ----- | ----- | ----- | ---------- |
| البطولة الأسترالية | غ     | غ     | غ     | غ     | غ     | غ     | غ     | غ     | غ     | غ     | غ     | غ     | غ     | غ     | غ     | غ     | ل.ت   | 0 / 0      |
| البطولة الفرنسية   | غ     | غ     | غ     | غ     | غ     | ن     | ر.ن   | ر.ن   | ن.ن   | ن     | ن.ن   | غ     | ر.ن   | غ     | غ     | ل.ت   | R     | 0 / 7      |
| بطولة ويمبلدون     | غ     | غ     | غ     | د3    | ن     | ر.ن   | ن.ن   | ن     | ن.ن   | ن     | ن     | ف     | ر.ن   | ن     | ر.ن   | ل.ت   | ل.ت   | 1 / 12     |
| البطولة الأمريكية  | د2    | غ     | ن.ن   | ن     | ن.ن   | غ     | ر.ن   | ف     | ف     | ف     | ف     | ن     | ن.ن   | د3    | ن     | ن     | ن.ن   | 4 / 15     |
| م.ف                | 0 / 1 | 0 / 0 | 0 / 1 | 0 / 2 | 0 / 2 | 0 / 2 | 0 / 3 | 1 / 3 | 1 / 3 | 1 / 3 | 1 / 3 | 1 / 2 | 0 / 3 | 0 / 2 | 0 / 2 | 0 / 1 | 0 / 1 | 5 / 34     |

- إجمالي ف / م = إجمالي الفوز والمشاركة
- م.ف = المشاركة والفوز

## روابط خارجية
- هيلين جاكوبز على موقع الموسوعة البريطانية (الإنجليزية)
- هيلين جاكوبز على موقع إن إن دي بي (الإنجليزية)
- هيلين جاكوبز على موقع قاعة مشاهير كرة المضرب الدولية (الإنجليزية)